# Tahitisångare
Tahitisångare (Acrocephalus caffer) är en utrotningshotad fågel i familjen rörsångare inom ordningen tättingar.

## Utseende och läten
Tahitisångaren är en stor (19 cm) och långnäbbad medlem av familjen rörsångare med två färgmorfer. De flesta fåglar är blekgula med olivbrun fläckning ovan. Vissa fåglar är istället genomgående mörkt olivbruna. Lätet är ett hårt "churrr" medan den livfulla och ofta utdragna sången består av visslingar, knarrande ljud och melodiska fraser.

## Utbredning och systematik
Fågeln förekommer som namnet avslöjar endast på Tahiti i Sällskapsöarna. Tidigare fördes även de båda utdöda arterna läsångare och mooreasångare till A. caffer, men de urskiljs nu oftast som egna arter.

### Familjetillhörighet
Tidigare fördes rörsångarna liksom ett mycket stort antal andra arter till familjen Sylviidae, tidigare kallad rätt och slätt sångare. Forskning har dock visat att denna gruppering är missvisande, eftersom då även välkända och mycket distinkta familjer som svalor, lärkor och stjärtmesar i så fall bör inkluderas. Tahitisångaren med släktingar har därför brutits ut till familjen rörsångare (Acrocephalidae).

## Levnadssätt
Tahitisångaren förekommer i bambusnår och ungskog i floddalar och på sluttningar upp till 700 meters höjd. Födan består av insekter, men även ödlor, småfisk, kräftor, sniglar och nektar. Den tros häcka uteslutande i bambu.

## Status och hot
Tahitisångaren förekommer på en enda ö och har en mycket liten världspopulation. Den hotas av störningar från människan och habitatförstörelse, framför allt oreglerad insamling av bambu. Efter inventeringar utförda 1986–1991 uppskattades beståndet till några hundra individer. Under senare inventeringar 2017-2018 påträffades arten på fler lokaler än tidigare, vilket tyder på att den ökar i antal. Beståndet uppskattas därefter till åtminstone 372 vuxna individer. Det föranledde internationella naturvårdsunionen IUCN att nedgradera tahitisångarens hotstatus 2020, från starkt hotad till sårbar.